# Tah (Marocco)
Tah  (in arabo طاح‎?) è un centro abitato e comune rurale del Marocco situato nella provincia di Tarfaya, regione di Laâyoune-Sakia El Hamra. Conta una popolazione di 1 516 abitanti (censimento 2014).